# Secretário executivo

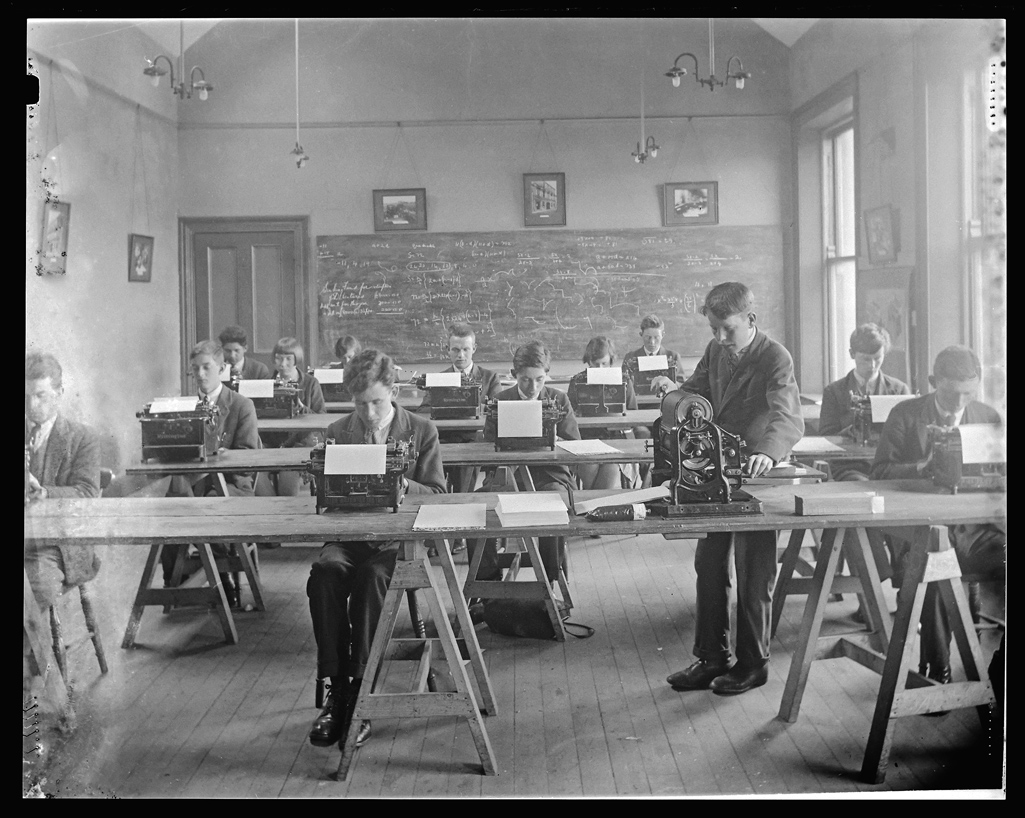
Uma classe de secretários em 1930

O Secretário(a) executivo(a) é um profissional do secretariado que atua na administração, considerado peça-chave na gestão departamental.

## Etimologia
Trata-se de uma palavra derivada do latim secernne, "separar-se" ou "ser diferente". Originalmente, significa "a pessoa a quem são confiados os segredos e confidências de um superior", podendo o local de trabalho (secretaria) ser traduzido como "lugar retirado" ou "conselho privado".
Nos tempos antigos, secretarius era a pessoa que cuidava de assuntos e negócios confidenciais, normalmente para uma pessoa de grande poder como um rei ou o próprio Papa. De acordo com o significado que a própria raiz da palavra sugere, trata-se de profissionais que ocupam cargos de confiança e grande responsabilidade.
Como as responsabilidades de uma secretária moderna ainda hoje incluem lidar com informação confidencial, o significado inicial ainda é verdadeiro.

## Origem
A origem da profissão de Secretário (a) Executivo (a) vem dos antigos faraós, naquela época exercida apenas por homens, os chamados escribas. O princípio histórico de várias profissões indica que tenham se originado com eles, mas em nenhuma delas esse indício é tão forte como na função de Secretário (a) Executivo (a). Suas funções eram conhecidas por realizar atividades de grande expressão intelectual, principalmente a escrita, que na época era privilégios para poucos. Os escribas eram responsáveis também por assessorar, a mando dos regentes de guerra, a filosofia e política da época.
Nos tempos de Alexandre, O Grande o secretariado podia ser considerada uma profissão um pouco perigosa, pois além de arcar com os trabalhos de esforços intelectuais, eles tinham a obrigação de acompanhar os guerreiros na batalha e lutar juntamente, além de serem responsáveis por registrar as histórias das conquistas de Alexandre, O Grande.
Na Idade Média os secretários se viram novamente com a obrigação de lidar com a espada, com o pergaminho e a pena (instrumento utilizado para escrever). Uma forma encontrada pelos secretários para amenizar esta situação foi adotar os hábito dos monges. Assim sendo em meados do século XIV cerca de 70% da classe secretarial originava-se dos monastérios, sendo boa parte dos secretários composta pelo sexo masculino.
Entre as anos de 1400 – 1700 com a revolução e mercantilismo reaparecem as necessidade de se ter um secretário porem muito discretamente. Na revolução industrial de 1760 a nova estrutura empresarial exigiu as funções de assessoria administrativas, consolidando o papel do secretário função, esta exercida praticamente apenas por homens. Foi na 2ª Guerra Mundial com a necessidade de  mão de obra pela falta de homens que as mulheres tomaram espaço no mercado de trabalho, até o século XX as mulheres exerciam papeis limitados com funções rotineiras e grosseiras.
As mulheres começam a assumir os papeis de secretárias de uma forma mais feminina, consequentemente os homens se afastam da profissão de secretariado.[carece de fontes?]

## Empregabilidade
A profissão de secretariado vem crescendo cada vez mais. De acordo com uma pesquisa realizada pela ONU (Organização das Nações Unidas) a profissão é a terceira que mais cresce no mundo. Diferentes empresas, em sua maioria multinacionais, estão à procura destes profissionais por seu amplo campo de atuação, sua característica multifuncional e exigem a proficiência em ao menos dois ou três idiomas.
Normalmente os secretários executivos atuam junto a altos escalões de organizações públicas ou privadas. Podem assessorar executivos e participar de decisões de rotina, atendendo clientes e fornecedores, organizando arquivos e redigindo documentos. Podem contribuir planejando e organizando a rotina de trabalho dos executivos e dos setores onde estão lotados, fazendo a intermediação com os demais setores das organizações.